# Sarmatia (Kraton)
Sarmatia ist eines der drei Kratonfragmente Balticas, eines ehemaligen Kontinents. Sarmatia enthält im Ukrainischen Schild die ältesten Gesteine Europas aus dem Eoarchaikum.

## Etymologie
Der Begriff Sarmatia ist von Sarmatien bzw. den Sarmaten  (Altgriechisch Σαρμάται oder Σαυρομάται) abgeleitet.

## Geographie

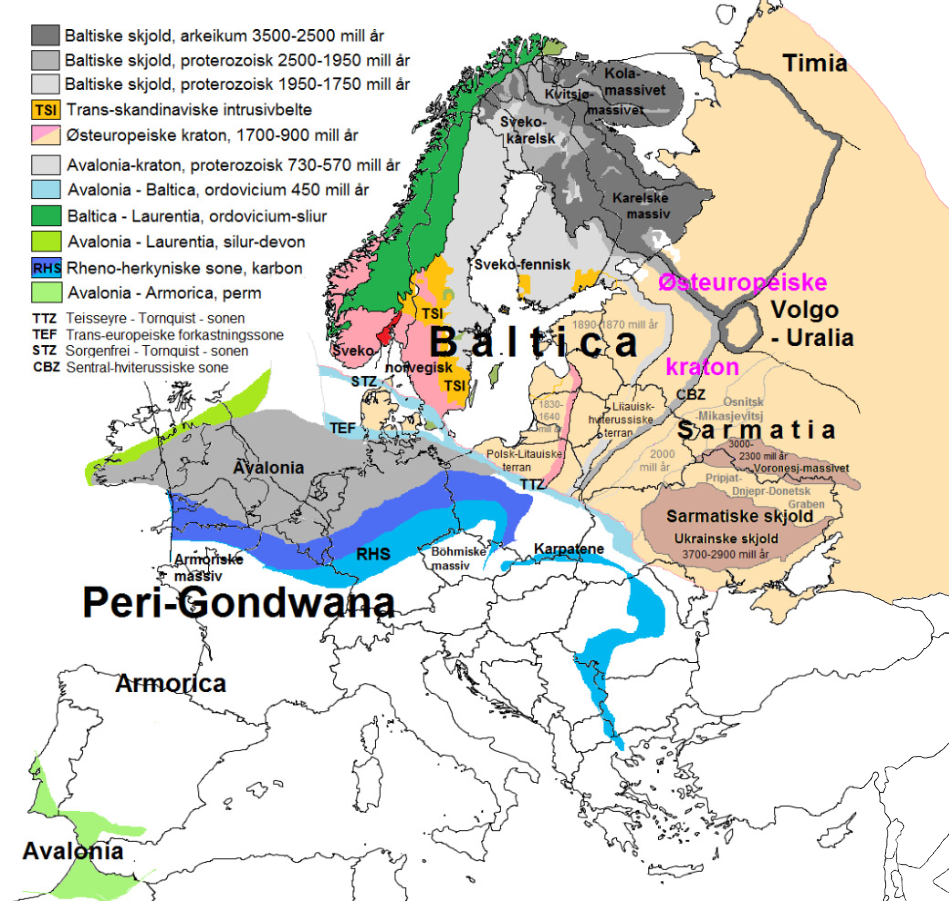
Geologische Karte Nord- und Osteuropas

Sarmatia nimmt den Süden Balticas ein. Die anderen beiden Fragmente der Osteuropäischen Tafel sind Fennoscandia im Norden und Wolgo-Uralia im Osten.
Sarmatia reicht im Süden bis an das Schwarze Meer, an das Asowsche Meer und an die Skythische Plattform heran. Im Westen wird es von der Südost-Nordwest-streichenden Tornquistzone (Tesseyre-Tornquist-Zone oder abgekürzt TTZ) oder Transeuropäischen Suturzone (TESZ) abgeschnitten. Die Grenze zu Fennoscandia im Nordwesten bildet die Nordost-streichende Zentral-Weißrussische-Suturzone (CBSZ), auch als Zentralrussisches Riftsystem oder Volyn-Orsha-Aulakogen bezeichnet. Die Abgrenzung gegenüber Wolgo-Uralia im Osten folgt dem Kollisionsgürtel zwischen Sarmatia und Wolgo-Uralia sowie dem aus der Kaspischen Depression bzw. aus dem Perikaspischen Becken nach Nordwest streichenden Pachelma-Aulakogen (oder Pachelmarift).
Sarmatia hat in etwa rautenförmige Gestalt. Seine Südwestflanke zur Tornquistzone wird maximal 900 Kilometer lang. Die Nordwestgrenze entlang der Zentral-Weissrussischen Suturzone erreicht in etwa 1050 Kilometer. Die Südostgrenze misst rund 1150 Kilometer. Die etwas gekrümmt verlaufende Nordostgrenze zu Wolgo-Uralia schließlich erstreckt sich über 1250 Kilometer. 

## Geologie

### Aufbau
Ursprünglich bestanden in Sarmatia verschiedene archaische Kontinentfragmente mit Bildungsaltern von 3700 bis 2800 Millionen Jahren, 3600 bis 2800 Millionen Jahren, 3200 bis 3000 Millionen Jahren und 2700 bis 2600 Millionen Jahren. Diese archaischen Kerne, deren ältester immerhin ein Alter von 3789 Millionen Jahren erreicht, werden von beweglichen, 2200 bis 2100 Millionen Jahre alten paläoproterozoischen Krustengürteln abgetrennt. Das Gefüge dieser Gürtel und Wiederaufarbeitungszonen streicht vorwiegend Nord-Süd, biegt jedoch am Nordwestrand von Sarmatia in eine nordöstliche Richtung um, welche hier den 2000 bis 1970 Millionen Jahre alten Kontinentalrand-Magmatitgürtel von Osnitsk-Mikachevychi in charakteristischer Weise  begleitet. Derselbe Magmatitgürtel kann auch am Nordwestrand von Wolgo-Uralia verfolgt werden und bestätigt somit, dass sich Sarmatia und Wolgo-Uralia bereits vor 2000 Millionen Jahren zusammengeschlossen hatten (siehe weiter unten).
Sarmatia besitzt jetzt zwei Kerne aus Gesteinen des Archaikums – den Ukrainischen Schild im Südwesten und das Woronesch-Massiv im Nordosten. Beide Grundgebirgsmassive werden durch das im Karbon entstandene, Südost-streichende Dnepr-Donez-Aulakogen voneinander getrennt. Der Rest Sarmatias besteht vorwiegend aus proterozoischen Gesteinen.

### Geodynamische Entwicklung

Sarmatia/Baltica bildet vor rund 1600 Millionen Jahren Teil des Superkontinents Columbia

Paläomagnetische Untersuchungen zeigen, dass Fennoscandia, Sarmatia und Wolgo-Uralia zu Beginn des Paläoproterozoikums vor 2500 Millionen Jahren noch unterschiedliche geographische Breiten einnahmen und daher auch unterschiedlichen Lithosphärenplatten angehörten.
Der Entstehungsprozess der eigentlichen Osteuropäischen Tafel begann im Orosirium (Paläoproterozoikum) um 2000 Millionen Jahren mit dem Andocken von Sarmatia an Wolgo-Uralia, wobei sich aus beiden Fragmenten ein Protokraton formierte. Die Suturzone (auch Pachelma-Orogen) weist 2100 bis 2050 Millionen Jahre alte, juvenile Krustengesteine auf. Diese Gesteine umgürten den Ostrand Sarmatias und stehen in tektonischem Kontakt mit Gesteinen des passiven Kontinentalrandes von Wolgo-Uralia. Zwischen 2050 und 2020 Millionen Jahren wurden sämtliche Gesteine in der Suturzone metamorphosiert, migmatisiert und von Graniten des S-Typus intrudiert. Dieser Protokraton hatte bis 1800/1700 Millionen Jahre Bestand und vereinigte sich erst gegen 1700 Millionen Jahren während des Statheriums im Volyn-Zentralrussischen Orogen mit Fennoscandia zur Osteuropäischen Tafel bzw. Baltica. 
Es wird angenommen, dass die ab 1700 Millionen Jahren entstandene Osteuropäische Tafel sodann im Superkontinent Columbia bzw. Nuna integriert war, welcher ab 2100 Millionen Jahren seine Amalgamierung eingeleitet hatte. Columbia hatte bis 1300/1200 Millionen Jahre Bestand und begann dann auseinanderzubrechen. Ab 1100 Millionen Jahren war die Osteuropäische Tafel und somit Sarmatia ein Teilstück von Rodinia, das seinerseits ab 800 Millionen Jahren wieder zu zerfallen begann.
Im Mesoproterozoikum und im Neoproterozoikum zwischen 1600 und 800 Millionen Jahren wurden diese beiden, zwischen den Krustenfragmenten der Osteuropäischen Tafel liegenden Kollisionssuturen Sarmatias unter Dehnung reaktiviert. Zwischen 1400 und 1200 Millionen Jahren entstanden Riftgräben wie das Pachelma-Aulakogen, der mittelrussische Moskau-Graben sowie das Volyn-Orsha-Aulakogen.